# Campionato Maranhense 2016
Il Campionato Maranhense 2016 è stata la 97ª edizione del Campionato Maranhense.

## Squadre partecipanti
| Squadra        | Città                      |
| -------------- | -------------------------- |
| Araioses       | Araioses                   |
| Cordino        | Barra do Corda             |
| Imperatriz     | Imperatriz                 |
| Maranhão       | São Luís                   |
| Moto Club      | São Luís                   |
| Sampaio Corrêa | São Luís                   |
| Santa Quitéria | Santa Quitéria do Maranhão |
| São José-MA    | São José de Ribamar        |

## Primo turno

### Gruppo A
|  | Pos. | Squadra        | Pt | G | V | N | P | GF | GS | DR  |
|  | ---- | -------------- | -- | - | - | - | - | -- | -- | --- |
|  | 1.   | Moto Club      | 13 | 6 | 4 | 1 | 1 | 13 | 3  | +10 |
|  | 2.   | Sampaio Corrêa | 13 | 6 | 4 | 1 | 1 | 9  | 3  | +6  |
|  | 3.   | São José-MA    | 8  | 6 | 2 | 2 | 2 | 3  | 7  | -4  |
|  | 4.   | Araioses       | 0  | 6 | 0 | 0 | 6 | 1  | 13 | -12 |

### Gruppo B
|  | Pos. | Squadra        | Pt | G | V | N | P | GF | GS | DR  |
|  | ---- | -------------- | -- | - | - | - | - | -- | -- | --- |
|  | 1.   | Maranhão       | 15 | 6 | 5 | 0 | 1 | 13 | 3  | +10 |
|  | 2.   | Cordino        | 11 | 6 | 3 | 2 | 1 | 13 | 9  | +4  |
|  | 3.   | Imperatriz     | 6  | 6 | 1 | 3 | 2 | 8  | 11 | -3  |
|  | 4.   | Santa Quitéria | 1  | 6 | 0 | 1 | 5 | 1  | 12 | -11 |

## Fase finale

### Semifinali
| Squadra 1      | Totale | Squadra 2 | Andata | Ritorno |
| -------------- | ------ | --------- | ------ | ------- |
| Cordino        | 0 - 4  | Moto Club | 0 - 1  | 0 - 3   |
| Sampaio Corrêa | 3 - 4  | Maranhão  | 0 - 1  | 3 - 3   |

### Finali
| Squadra 1 | Totale | Squadra 2 | Andata | Ritorno |
| --------- | ------ | --------- | ------ | ------- |
| Moto Club | 3 - 1  | Maranhão  | 2 - 0  | 1 - 1   |

## Secondo turno

### Gruppo A
|  | Pos. | Squadra        | Pt | G | V | N | P | GF | GS | DR |
|  | ---- | -------------- | -- | - | - | - | - | -- | -- | -- |
|  | 1.   | Moto Club      | 12 | 4 | 4 | 0 | 0 | 9  | 3  | +6 |
|  | 2.   | Sampaio Corrêa | 9  | 4 | 3 | 0 | 1 | 14 | 6  | +8 |
|  | 3.   | São José-MA    | 5  | 4 | 1 | 2 | 1 | 9  | 8  | +1 |
|  | 4.   | Araioses       | 3  | 4 | 1 | 0 | 3 | 7  | 12 | -5 |

### Gruppo B
|  | Pos. | Squadra        | Pt | G | V | N | P | GF | GS | DR |
|  | ---- | -------------- | -- | - | - | - | - | -- | -- | -- |
|  | 1.   | Imperatriz     | 6  | 4 | 2 | 0 | 2 | 9  | 9  | 0  |
|  | 2.   | Cordino        | 6  | 4 | 2 | 0 | 2 | 9  | 13 | -4 |
|  | 3.   | Santa Quitéria | 4  | 4 | 1 | 1 | 2 | 6  | 8  | -2 |
|  | 4.   | Maranhão       | 1  | 4 | 0 | 1 | 3 | 5  | 9  | -4 |

## Fase finale

### Semifinali
| Squadra 1      | Totale | Squadra 2  | Andata | Ritorno |
| -------------- | ------ | ---------- | ------ | ------- |
| Cordino        | 0 - 4  | Moto Club  | 0 - 2  | 0 - 2   |
| Sampaio Corrêa | 5 - 1  | Imperatriz | 3 - 0  | 2 - 1   |

### Finali
| Squadra 1 | Totale | Squadra 2 | Andata | Ritorno |
| --------- | ------ | --------- | ------ | ------- |
| Moto Club | 3 - 3  | Maranhão  | 1 - 2  | 2 - 1   |

## Classifica finale
|  | Pos. | Squadra        | Pt | G  | V  | N | P | GF | GS | DR  |
|  | ---- | -------------- | -- | -- | -- | - | - | -- | -- | --- |
|  | 1.   | Moto Club      | 44 | 18 | 14 | 2 | 1 | 24 | 4  | 20  |
|  | 2.   | Sampaio Corrêa | 32 | 16 | 10 | 2 | 3 | 12 | 5  | 7   |
|  | 3.   | Maranhão       | 21 | 14 | 6  | 3 | 5 | 24 | 18 | 6   |
|  | 4.   | Cordino        | 17 | 14 | 5  | 2 | 4 | 13 | 16 | -3  |
|  | 5.   | São José-MA    | 13 | 10 | 3  | 4 | 3 | 12 | 15 | -3  |
|  | 6.   | Imperatriz     | 12 | 12 | 3  | 3 | 2 | 8  | 11 | -3  |
|  | 7.   | Santa Quitéria | 5  | 10 | 1  | 2 | 7 | 7  | 20 | -13 |
|  | 8.   | Araioses       | 3  | 10 | 1  | 0 | 9 | 8  | 25 | -17 |

Verdetti
- Moto Club qualificato per il Campeonato Brasileiro Série D 2016[1], per la Coppa del Brasile 2017, e per la Copa do Nordeste 2017
- Sampaio Corrêa qualificato per la Coppa del Brasile 2017 e per la Copa do Nordeste 2017
- Maranhão qualificato per il Campeonato Brasileiro Série D 2016 e per il Campeonato Brasileiro Série D 2017
- Cordino qualificato per il Campeonato Brasileiro Série D 2017
- Araioses retrocesso in Segunda Divisão